# مريم رامون كليمنت
مريم رامون كليمنت (بالإسبانية: Mariam Ramon Climent)‏ هي لاعب كرة مضرب إسبانية، ولدت في 26 أغسطس 1976.

## وصلات خارجية
- مريم رامون كليمنت على موقع رابطة محترفات التنس (الإنجليزية)
- مريم رامون كليمنت على موقع الاتحاد الدولي لكرة المضرب (الإنجليزية)
- مريم رامون كليمنت على موقع خلاصة التنس.كوم (الإنجليزية)